# 2024년 한-아프리카 정상회의
한-아프리카 정상회의(Africa-Republic of Korea Summit)은 대한민국과 아프리카 연합 48개 회원국 사이에 개최한 정상회담을 말한다.

## 배경
한국과 아프리카 국가들은 1960년을 시작으로 외교 관계를 수립하였으며, 이는 구 유럽의 식민지였던 국가들이 독립을 하면서 가속화되었다. 그러나 식민지 독립 이후 반서방 및 사회주의를 지향하던 일부 아프리카 국가들과 수교에 어려움을 겪기도 하였으며, 이 과정에서 조선민주주의인민공화국과 일부 아프리카 국가들 간 연대가 이뤄지기도 하였다. 특히 유엔 총회에서 아프리카 국가들의 중요성에 따라서, 남한과 북한이 아프리카 국가들을 상대로 외교전을 벌이기도 하였다. 이후 남한의 선진국화와 북한의 경제난에 따라서 아프리카에 대한 지원도 양상이 달라지게 되었으며, 남한은 공적개발원조와 그 외 다양한 지원을 통해서 아프리카 국가들과 협력에 나서게 되었다. 또한 2018년에 한·아프리카재단 설립 및 2020년 주에티오피아 대한민국 대사관에 아프리카 연합 주재 대한민국 대표부를 설치하는 등 협력을 강화하고 있다. 이러한 가운데, 한국은 2024년에 처음으로 한-아프리카 정상회의를 개최하게 된다.

## 정상회의 개최
아프리카 연합에 가입한 55개 아프리카 국가 가운데 자격 정지 상태에 있었던 6개국(부르키나파소, 말리, 니제르, 기니, 수단, 가봉), 대한민국으로부터 독립국으로 승인받지 않은 사하라 아랍 민주 공화국(서사하라)을 제외하고 총 48개 국가가 참석했으며, 이중 25개 국가는 한국과 양자 정상회담을 가졌다. 참석하는 국가들은 모두 아프리카 연합 회원국이며, 정상회의 외에도 통상, 교육, 인프라 분야에서 회담 및 협력이 논의되었다. 정상회의는 2024년 6월 4일부터 5일 총 이틀 간 서울과 일산에서 이뤄졌다.

## 참가국
| 나라                |
| ------------------- |
| 알제리              |
| 베냉                |
| 부르키나파소        |
| 부룬디              |
| 카메룬              |
| 중앙아프리카 공화국 |
| 차드                |
| 콩고 공화국         |
| 코트디부아르        |
| 콩고 민주 공화국    |
| 이집트              |
| 에티오피아          |
| 가봉                |
| 가나                |
| 라이베리아          |
| 리비아              |
| 마다가스카르        |
| 말리                |
| 모리타니            |
| 모로코              |
| 나이지리아          |
| 르완다              |
| 세네갈              |
| 시에라리온          |
| 탄자니아            |
| 토고                |
| 튀니지              |
| 우간다              |
| 케냐                |
| 말라위              |
| 잠비아              |
| 감비아              |
| 보츠와나            |
| 레소토              |
| 모리셔스            |
| 에스와티니          |
| 적도 기니           |
| 기니비사우          |
| 카보베르데          |
| 코모로              |
| 모잠비크            |
| 상투메 프린시페     |
| 세이셸              |
| 지부티              |
| 앙골라              |
| 짐바브웨            |
| 나미비아            |
| 에리트레아          |
| 남아프리카 공화국   |
| 남수단              |

## 같이 보기
- 아프리카-대한민국 관계